# HD 217131
HD 217131，又名BD-02 5858，SAO 146415、HR 8735，是一颗恒星，视星等为6.37，位于銀經71.66，銀緯-52.64，其B1900.0坐标为赤經22h 53m 14.6s，赤緯-1° -52.64′ 43″。